# Mamadou N'Doye
Mamadou N'Doye (Rufisque, 6 de octubre de 1979) es un jugador de baloncesto senegalés que actualmente pertenece a la plantilla del UGB St.Louis de la National 1, la máxima división senegalesa. Con 1,91 metros de altura juega en la posición de Escolta. Es internacional absoluto con Senegal.

## Selección senegalesa
Es internacional absoluto con la selección de baloncesto de Senegal desde 2010, cuando disputó la fase de clasificación para el AfroBasket 2011, consiguiendo Senegal clasificarse.
Participó en el AfroBasket 2011, celebrado en Antananarivo, Madagascar, donde Senegal quedó en 5.ª posición. Jugó 5 partidos con un promedio de 12 puntos (57,9 % en tiros de campo con un 55,2 % de tiros de 2, un 66,7 % de triples y un 90,9 % de TL), 2,4 rebotes, 1,8 asistencias y 1 robo de balón en 18,1 min de media, siendo el 2.º máximo anotador de su selección y el 5.º asistente.
Disputó el AfroBasket 2013, celebrado en Abiyán, Costa de Marfil, donde Senegal consiguió la medalla de bronce tras derrotar por 57-56 a la anfitriona selección de baloncesto de Costa de Marfil en el partido por el tercer puesto. De esta forma consiguieron su billete para la Copa Mundial de Baloncesto de 2014. Jugó 7 partidos con un promedio de 6,9 puntos, 4,1 rebotes y 3,1 asistencias en 25,1 min de media, siendo el máximo asistente de su selección, el 3.º máximo anotador y el 2.º reboteador.
Participó en la Copa Mundial de Baloncesto de 2014 celebrada en España, donde Senegal quedó en 16.ª posición. Jugó 6 partidos con un promedio de 0,3 puntos, 0,7 rebotes y 0.8 asistencias en 7,8 min de media, siendo el 4.º máximo asistente de su selección.